# Орнаго
Орнаго (итал. Ornago) — коммуна в Италии, в провинции Монца-э-Брианца области Ломбардия.
Население составляет 3434 человека, плотность населения составляет 687 чел./км². Занимает площадь 5 км². Почтовый индекс — 20060. Телефонный код — 039.
Покровительницей коммуны почитается святая Агата, празднование 5 февраля.